# Madonna col Bambino tra i santi Ambrogio, Carlo Borromeo, Agnese e Giovanni Battista
Madonna col Bambino e i santi Ambrogio Carlo Borromeo, Agnese e Giovanni Battista è un dipinto olio su tela realizzato da Enea Salmeggia dopo il 1603, e conservato a Segrate nella chiesa di Sant'Ambrogio del quartiere Redecesio. 

## Storia
La presenza del pittore bergamasco in terra milanese è nota già dal 1596 quando risulta lavorasse come alunno presso la bottega di Simone Peterzano, e in quell'anno risulta datato il dipinto Annunciazione per la Certosa di Garegnano, incarico che gli fu affidato proprio dal maestro. Difficile fare la datazione esatta dell'opera di Segrate essendo il lembo destro inferiore del dipinto, danneggiato e bruciato durante l'incendio dell'altare maggiore avvenuto in una data non ben identificata. Malgrado i restauri non è mai stato possibile trovare la datazione se non la scritta: «AENEA…/B…/M…». Questo non lascerebbe però dubbi sul suo autore che per molto tempo era stato identificato in Bernardino Luini o addirittura Carlo Francesco Nuvolone. Così era infatti catalogato il dipinto dalla Soprintendeva ai Beni Artistici e Storici di Milano del 1975 dallo storico Maderna.
Il dipinto fu posto come pala d'altare in sostituzione di un polittico non per necessità ma per adempiere ai dettami del concilio tridentino: «instructiones potridentine del Borromeo», ed il Salmeggia fu proprio un pittore controriformista. Per l'occasione fu fatta una ristrutturazione della parte della chiesa anche nelle opere murarie con la chiusura di due aperture che furono riaperte più in alto e l'adeguamento anche dell'altare. La sua vicinanza alla curia di Milano si deve anche al matrimonio dell'artista con la sorella di Pietro Antonio Daverio scultore del duomo, che lo avvicinò a Gian Giacomo Resta nobile che seguiva le committenze della curia.
La tela pur essendo oggetto di restauri del tempo, ancora nel 2018 richiedeva l'attenzione proprio per la struttura del telaio particolarmente delicata.

## Descrizione
La tela raffigura una sacra conversazione con la Madonna con Bambino che posta in posizione centrale, dialoga con i santi dipinti a un livello inferiore. Il dipinto raffigura san Giovanni Battista bambino, che tiene tra le braccia un agnello e che si volge al Bambino Gesù che si sporge quasi a voler sfuggire dalle braccia della madre per poter toccare l'agnello posto ai suoi piedi. Il dipinto si presenta leggermente differente da altri soggetti simili dell'artista, la Madonna infatti è posta quasi al medesimo livello dei santi, molto vicina a loro, quasi che l'artista riconoscesse nella grandezza dei personaggi dipinti la certezza della loro gloria in paradiso.

I diversi restauri hanno evidenziato il particolare ben visibile sul volto di sant'Ambrogio che pare sia stato dipinto sopra il paesaggio che ancora traspare sulle guance del santo. Si considera che il Salmeggia che ben preparava i suoi lavori con disegni preparatori, abbia compiuto questo passaggio conseguente a un suo metodo pittorico preciso. Purtroppo alcune opere dell'artista hanno problemi a causa della sottilissima e fragile stesura che nel tempo ha causato il cedimento della pittura. La tela si compone di un tessuto composto da rombi incrociati e losanghe a rilievo che creano tagli e crepe sulla superficie e quindi sulla pittura. La medesima struttura fu usata nel dipinto Madonna in trono tra i santi Rocco Giovanni Battista un tempo conservato nella chiesa della Madonna degli Angeli di Roncallo Gaggio frazione di Pontida. La tecnica risulta descritta in alcune tavole del XVI secolo come indicato nel testo del Binaghi.

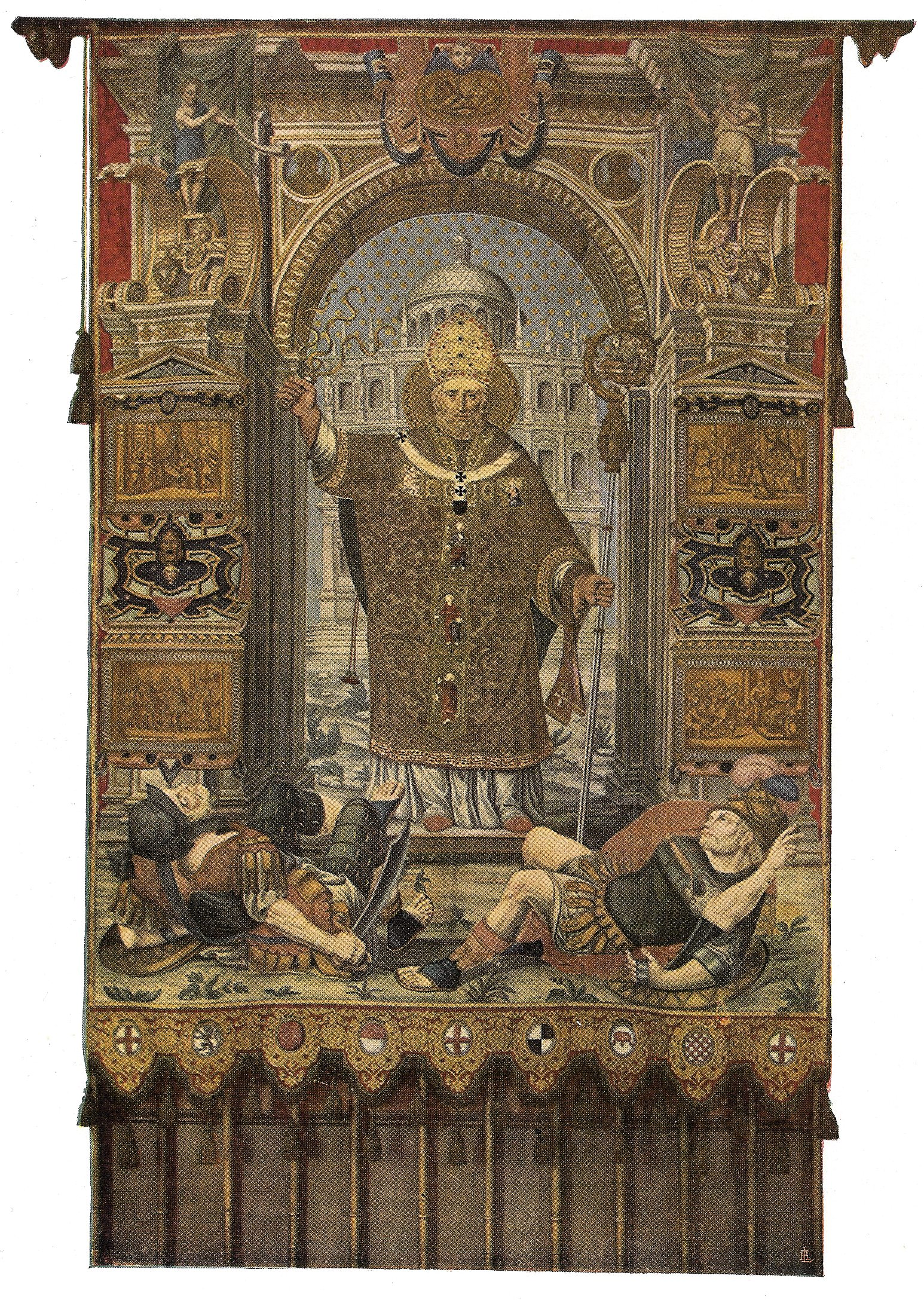
Milano-Gonfalone

La pittura risultava già nel restauro degli anni Settanta del Novecento, molto povera forse conseguenza dell'intonaco messo a fresco sul muro quando il dipinto fu posto come pala d'altare. L'opera presenta due ripensamenti: la mano del Bambino che è stata spostata in posizione più alta, e la guancia di santa Agnese che è stata assottigliata.
Il dipinto raffigura nella parte destra a fianco di san Giovannino, santa Agnese che volge lo sguardo verso l'osservante. Il Salmeggia dipingerà un altro lavoro con la presenza di una santa posta nel medesimo atteggiamento per la chiesa di sant'Agata di Martinengo Madonna del rosario con santi Agata, Domenico, Rosa e Apollonia del 1618, mentre numerose sono le pale raffiguranti la Madonna in trono con il volto proteso a destra.
I personaggi sono inseriti in un paesaggio composto. A sinistra vi è raffigurato un albero frondoso ai cui piedi è seduto sant'Ambrogio che regge il pastorale e che tiene aperto il libro delle scritture. Il suo sguardo è rivolto alla Vergine che lo contraccambia. Il pianeta che indossa il santo, molto elaborato, l'artista l'ha ripreso dal gonfalone che ritrae il patrono che era stato ricamato su disegno di Bernardino Campi da Scipione Delfinone e Camillo Pusterla. Accanto san Carlo Borromeo, compatrono della città di Milano. Sul lato destro in primo piano sant'Agnese che erroneamente era stata identificata in santa Caterina d'Alessandria, probabile errore dovuto alle bruciature del dipinto che avevano portato a considerare il panneggio dell'abito come parte della ruota, attributo del martirio della santa alessandrina. Il nome della santa però è ricamato sul collo della camicia, visibile solo dopo i restauri. La santa è quindi collegabile anche con l'agnello posto accanto a san Giovanni Battista infante. La parte termina con le colonne spezzate, a indicare in senso metaforico, la chiesa, nella sua entità, che necessita d'essere ricostruita. Centrale sullo sfondo è individuabile un'apertura a tutto sesto, come la porta di una città, e si apre su un paesaggio collinare che si perde in lontananza. La parte superiore della tela è completata dalle fronde degli alberi.